# 買斷式授權
買斷式授權（英語：Royalty-free），用來宣告一項具有版權、專利或著作權的產品能永久或特定時段被使用，而不需要支付權利金或執照費（License fee），即免版稅。

## 使用於電腦的規格
許多電腦產業規格下的產物都要收取權利金，而買斷式授權下儘管這些產物被專利保護，也使用了需要付費的規格，卻也不收取費用。
許多自由软件都具以買斷式授權的形式给予用户自由，除此之外专有软件及其產物也有使用買斷式授權。

## 使用於攝影與插畫
在攝影與插畫的領域裡，買斷式授權用來宣告一項具有著作權的權利物被購買後購買者將有任意次數使用之權力而不需要再額外付費。
對於攝影與插畫，買斷式授權中無法讓購買者取得權利物的獨家行使權。

## 相關連結
- American Society of Media Photographers, Rights-Managed vs. Royalty-Free Stock
- Stock Photo - Frequently Asked Questions